# Xanthomonas citri
Xanthomonas citri é uma proteobactéria Gram-negativa em forma de bastonete. Embora inofensiva para o homem, é um fitopatógeno, conhecido por ser o agente causador do cancro cítrico.

## Competição bacteriana via sistema de secreção
Xanthomonas citri usa seu sistema de secreção do tipo IV para matar outras espécies de bactérias.A secreção das proteínas efetoras requer um domínio C-terminal conservado, e sua atividade bacteriolítica é neutralizada por uma proteína de imunidade cognata.

## Defesa contra predadores
Xanthomonas citri usa o sistema de secreção do tipo VI na defesa contra a ameba predatória Dictyostelium discoideum.